# جو فالنتاين
جو فالنتاين (بالإنجليزية: Joe Valentine)‏ هو لاعب كرة قاعدة أمريكي، ولد في 24 ديسمبر 1979 في لاس فيغاس في الولايات المتحدة.

## وصلات خارجية
- جو فالنتاين على موقعبيزبول رفرنس.كوم (الدوري الرئيسي) (الإنجليزية)
- جو فالنتاين على موقع مشجعي الرسوم البيانية (الإنجليزية)